# Quentin Bell
Quentin Claudian Stephen Bell, född 19 augusti 1910 i London, död 16 december 1996 i Firle, East Sussex, var en brittisk konsthistoriker, fackboksförfattare och konstnär.

## Biografi
Quentin Bell var son till konstkritikern Clive Bell och konstnären Vanessa Bell (född Stephen och syster till Virginia Woolf). Han utbildades vid Leighton Park School i Reading. Vid 17 års ålder, då redan en talangfull målare, slutade han skolan för att resa runt och bese Europas centrala konstgallerier tillsammans med konstkritikern och familjevännen Roger Fry. Han studerade måleri i London, Paris och Rom.
Enligt Leonard Woolf, Virginia Woolfs make, blev Bell del av Bloomsburygruppen under 1920-30-talet när flera av de äldsta medlemmarna avlidit.
1934 återvände han till Italien och hade sin första utställning vid Mayor Gallery. Senare samma år beslutade han sig dock för att fokusera på keramik i stället för måleri varvid han skrev in sig på Burslem School of Art. Bell upprättade sedan ateljé i Charleston Farmhouse, nära Firle i East Sussex, där hans mor Vanessa Bell samt konstnären Duncan Grant också verkade.1947 publicerade Bell sitt första större litterära verk On Human Finery, en studie av modets historia.
Bell gifte sig 1952 med konsthistorikern Olivier Popham med vilken han kom att få tre barn. Kort därpå blev han lektor i konsthistoria vid King's College, University of Durham. Han övergick 1959 till Leeds Art School. Bell undervisade även vid Slade Art School och Hull Art School innan han 1967 utsågs till professor i konsthistoria och konstteori vid Sussex University. Bell pensionerade sig 1974.
Bells biografi över sin moster Virginia Woolf, Virginia Woolf: A Biography 1972, i två volymer, vann inte bara James Tait Black Memorial Prize utan även Duff Cooper prize och Yorkshire Post Book of the Year Award. 
Hans äldre bror var poeten Julian Heward Bell och författaren Angelica Garnett var hans halvsyster. 
Bell ligger begravd på St. Peter's Church kyrkogård i West Firle i East Sussex.

## Monumentalmåleri
Omkring 1944 (samt även 1978) bidrog Bell till utsmyckningarna i Berwick Church (Saint Michael and All Angels) i East Sussex, England. Största delen av dekorationerna utfördes av Duncan Grant och Vanessa Bell.

## Priser och utmärkelser
- Duff Cooper prize 1972 för Virginia Woolf